# Лон Нил
Лон Нил (? — 28 марта 1970) — брат премьер-министра Камбоджи Лон Нола, комиссар полиции города Мемот в провинции Кампонгтям.

## Биография
Лон Нил был младшим сыном Лон Хина, который служил во французском колониальном правительстве, был губернатором в провинциях Сиемреап и Кампонгтхом. Как и его брат Лон Нол, учился в престижной средней школе Шасслу-Лоба в Сайгоне. Стал работать в аппарате государственной безопасности. В конце концов он стал комиссаром полиции Мемота в провинции Кампонгтям.

## Гибель
18 марта 1970 года, когда Нородом Сианук находился с визитом в Пекине, Королевский совет и Национальное собрание заявили о его отстранении от власти. Это произошло под давлением военных и правых деятелей, возглавляемых Лон Нолом и принцем Сисоват Сирик Матаком. Организаторы переворота наделялись при этом чрезвычайными полномочиями.
Лон Нол отправил брата в провинцию Кампонгтям для отслеживания ситуации. Лон Нил был избран для этого отчасти потому, что он являлся владельцем каучуковых плантаций в данной местности, вследствие чего хорошо здесь ориентировался. 23 марта находящийся в Китае Нородом Сианук выступил с публичным заявлением, призывая камбоджийцев к восстанию против республиканского правительства. 26 марта в Кампонгтяме начались массовые беспорядки, в результате которых дворец губернатора был захвачен и несколько представителей властей были убиты, в частности двух депутатов Национальной ассамблеи, Ким Фона и Соса Сауна. Участники беспорядков схватили Лон Нила и забили его до смерти на городской рыночной площади. По распространенной информации, после убийства Лон Нила у него вырезали печень. Затем она была доставлена в китайский ресторан, где владельцу было приказано приготовить и нарезать её. В конце концов она была подана к столу в том же ресторане.
Хотя поедание печени врага считалось традиционным актом мести в кхмерской культуре, оно не было обычным явлением, хотя и стало обычным пропагандистским приемом, поскольку обе стороны в последующей гражданской войне в Камбодже регулярно обвиняли в этом войска друг друга. Житель Кампонгтяма позже заявил, что толпа сделала это специально, «чтобы выразить свой крайний гнев» по отношению к Лон Нолу.
Как только Лон Нол услышал новость о трагической гибели своего младшего брата, он немедленно направил армейские части для жестокого подавления антиправительственных протестов, в результате чего сотни камбоджийских мирных жителей погибли.